# Velocità a squadre

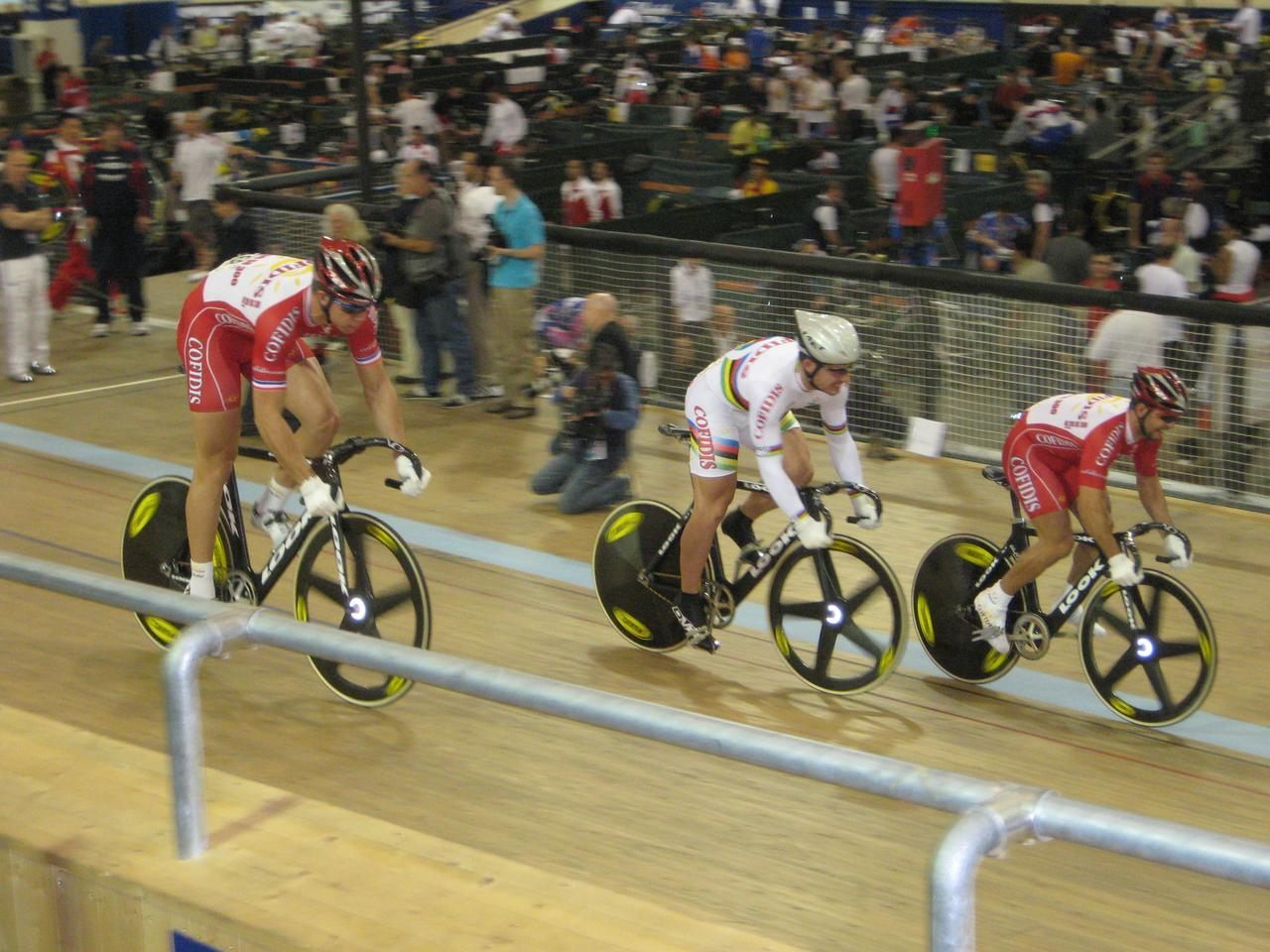
Una squadra di velocità olimpica ritratta nelle fasi iniziali della prova

La velocità a squadre, o velocità olimpica, è una specialità del ciclismo su pista. Due squadre di tre corridori si affrontano su una distanza di tre giri di pista. In ciascuna squadra il primo ciclista tira per un giro, per poi spostarsi e lasciare strada al secondo, che a sua volta dopo un giro si sposterà per permettere all'ultimo elemento del team di completare la gara. Nelle competizioni femminili lo svolgimento è uguale a partire dal 2021, mentre in precedenza le squadre erano composte da due atlete e percorrevano due soli giri.
La velocità a squadre è specialità mondiale maschile dal 1995, mentre per le donne lo è dal 2007. È inoltre parte del programma olimpico maschile dal 2000 (dal 2012 per le donne).

## Svolgimento delle gare
Le competizioni di velocità a squadre si aprono con una prima manche nella quale ogni formazione stabilisce il proprio tempo di qualificazione; in genere i due migliori tempi accedono quindi direttamente alla finale. Il formato è diverso ai Giochi olimpici: dalla prima manche si qualificano infatti otto squadre, che vengono quindi accoppiate per i quarti di finale (il primo tempo con l'ottavo, il secondo con il settimo e così via). Le due squadre che mettono a referto i due migliori tempi nei quarti sono le due finaliste.
Similmente a quanto avviene nell'inseguimento a squadre, i componenti dei due team partono da fermi a metà dei due opposti rettilinei, allineati o sfalsati di 45º dietro la linea di partenza. Alla fine del primo giro il corridore che ha condotto in testa si sposta e lascia pista ai compagni, facendo però attenzione a far ciò nella zona apposita, lunga 30 metri. Al termine del secondo giro anche il secondo corridore che ha condotto si allarga e si ferma: resta in gara un solo corridore per squadra, che conclude la prova. Nelle gare femminili vale lo stesso meccanismo, ma solo con due partecipanti invece di tre e due soli giri da percorrere.
In caso di problema meccanico o di caduta di uno dei suoi componenti, ciascuna squadra può ripetere la propria prova, anche se una sola volta soltanto. Può ripetere la gara anche la squadra che eventualmente risultasse danneggiata dalla caduta di uno dei ciclisti avversari.